# Tęcznik mniejszy
Tęcznik mniejszy, liszkarz mniejszy (Calosoma inquisitor) – palearktyczny gatunek chrząszcza z rodziny biegaczowatych i plemienia Carabini. W Polsce objęty jest częściową ochroną gatunkową.

## Opis
Osiąga długość 13–21 mm. Wierzch ciała miedzianobrązowy lub brązowy z niebieskim, zielonym lub czarnym odcieniem. Spód zielony (lub zielononiebieski), nogi czarne. Przedplecze i spód punktowane. Wyróżnia się także obrzeżeniem przedplecza zanikającym na długo przed jego podstawą.

## Biologia i ekologia
Tęcznik mniejszy jest chrząszczem drapieżnym, żyjącym w nasłonecznionych lasach liściastych. Należy do chrząszczy pożytecznych, niszczy szkodliwe gąsienice motyli. Poluje na nie na drzewach i na ziemi.
Owad ten nie posiada zdolności do lotu.
Żyje średnio 2–3 lata. Samica składa jaja płytko w ziemi. Larwa rozwija się szybko i przepoczwarcza w glebie. Młode chrząszcze pojawiają się już w czerwcu, lecz pozostają w ziemi do wiosny następnego roku.
Postacie dorosłe tęcznika mniejszego zimują w ściółce leśnej i w wypróchniałych pniach.

## Występowanie
Występuje w Europie, Afryce Północnej i na Kaukazie